# Histoire du Parlement à Versailles

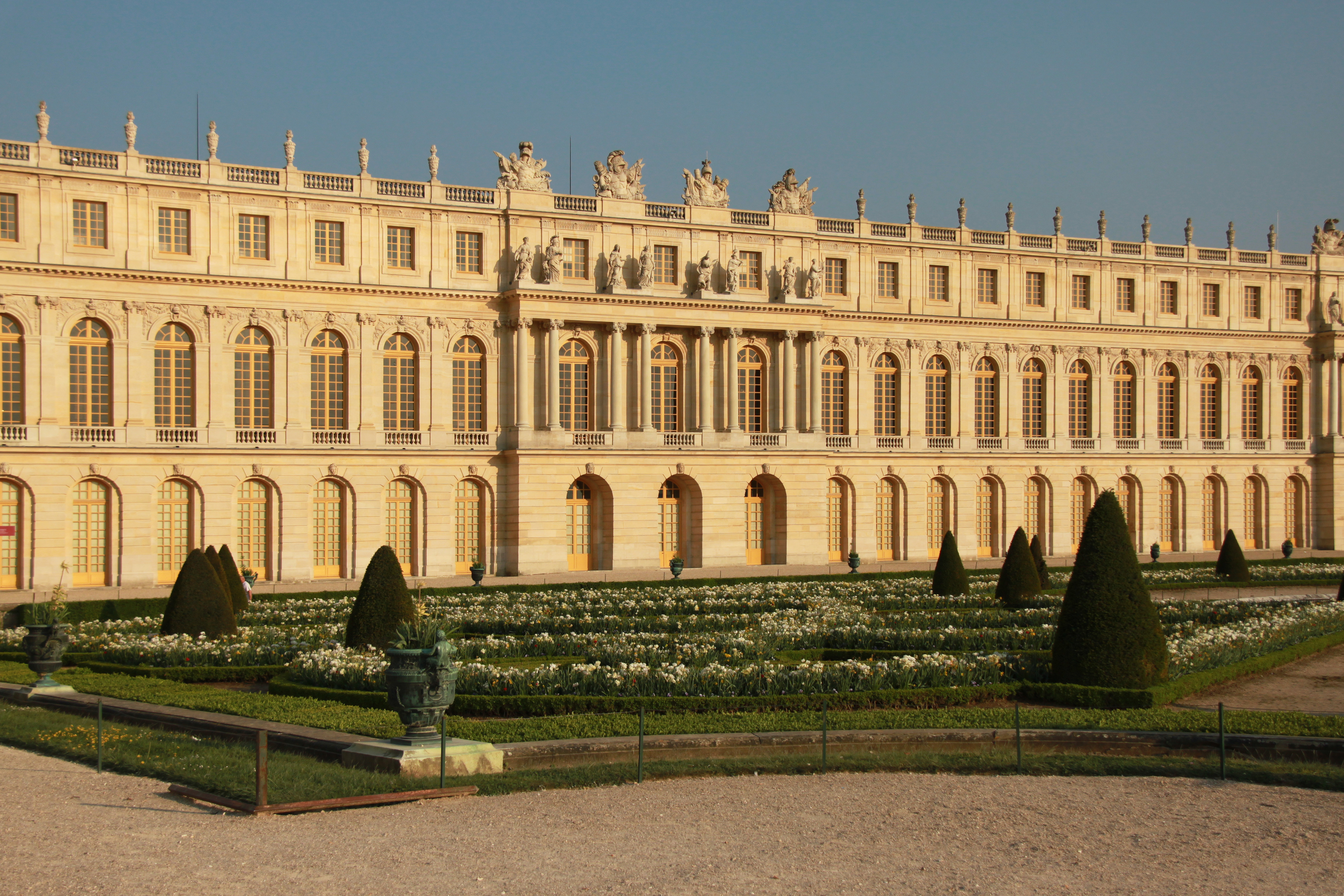
Aile du Midi où se trouve la salle du Congrès.

L’histoire du Parlement à Versailles débute à la Révolution française de 1789. Puis en 1871, les pouvoirs exécutif et législatif provisoires s’installent au château de Versailles. Après le retour des institutions à Paris, l’hémicycle, dans l’aile du Midi demeure le lieu de l’élection du président de la République jusqu’en 1958, et reste aujourd’hui le lieu de délibération du Parlement réuni en Congrès ou en Haute Cour, c’est-à-dire avec l’ensemble des membres de l’Assemblée nationale et du Sénat.

## Historique

### États généraux de 1789
Les états généraux sont réunis par Louis XVI en mai 1789 dans l’hôtel des Menus-Plaisirs à Versailles. Ses députés forment ensuite la première assemblée parlementaire française, puis se réuniront dans la salle du Jeu de paume, toujours à Versailles, pour former le serment éponyme. À partir d’octobre 1789, l’Assemblée se réunit dans la salle du Manège à Paris.

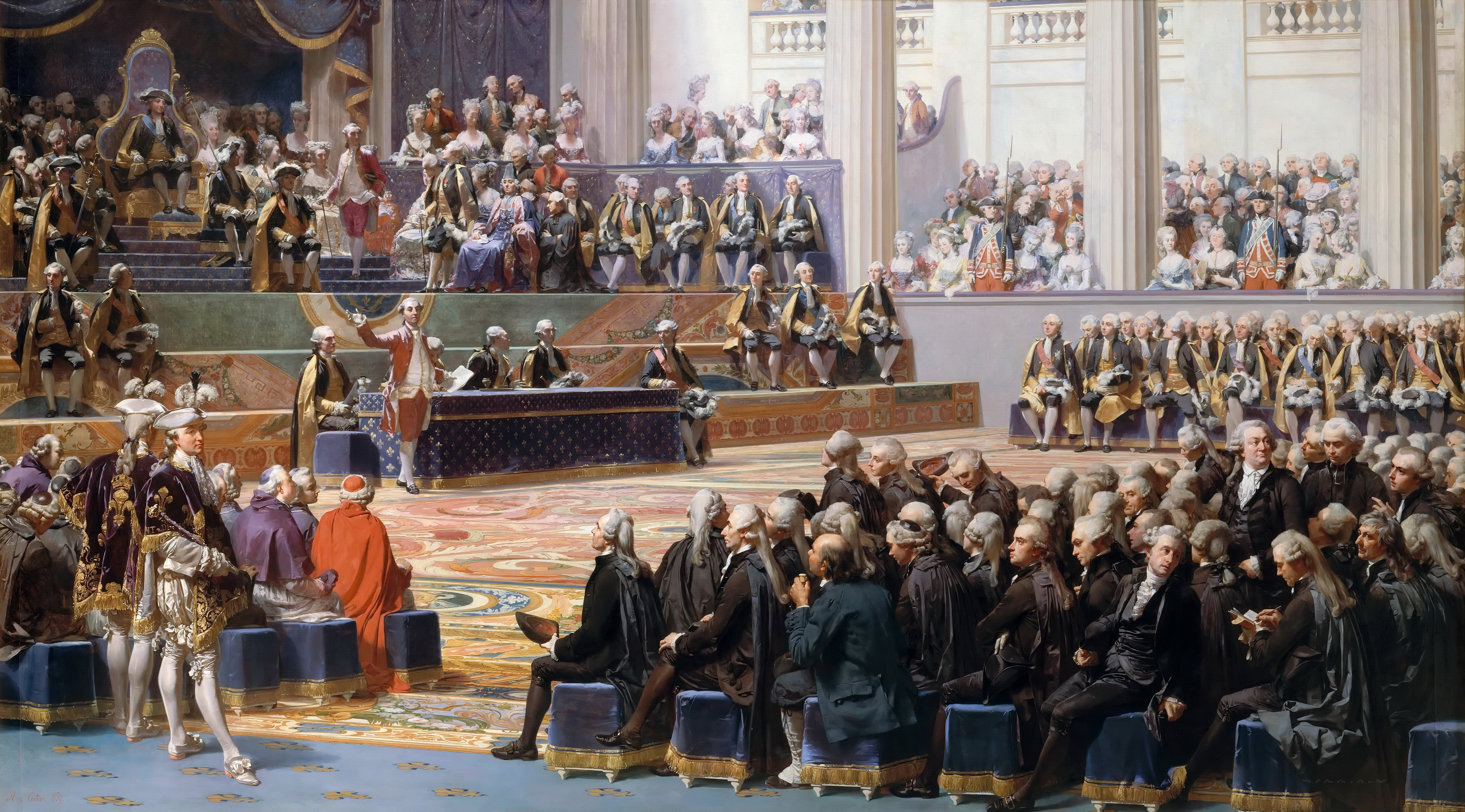
Ouverture des États généraux à Versailles, 5 mai 1789, Auguste Couder. Une copie se trouve au-dessus de la tribune de l’hémicycle du château de Versailles.
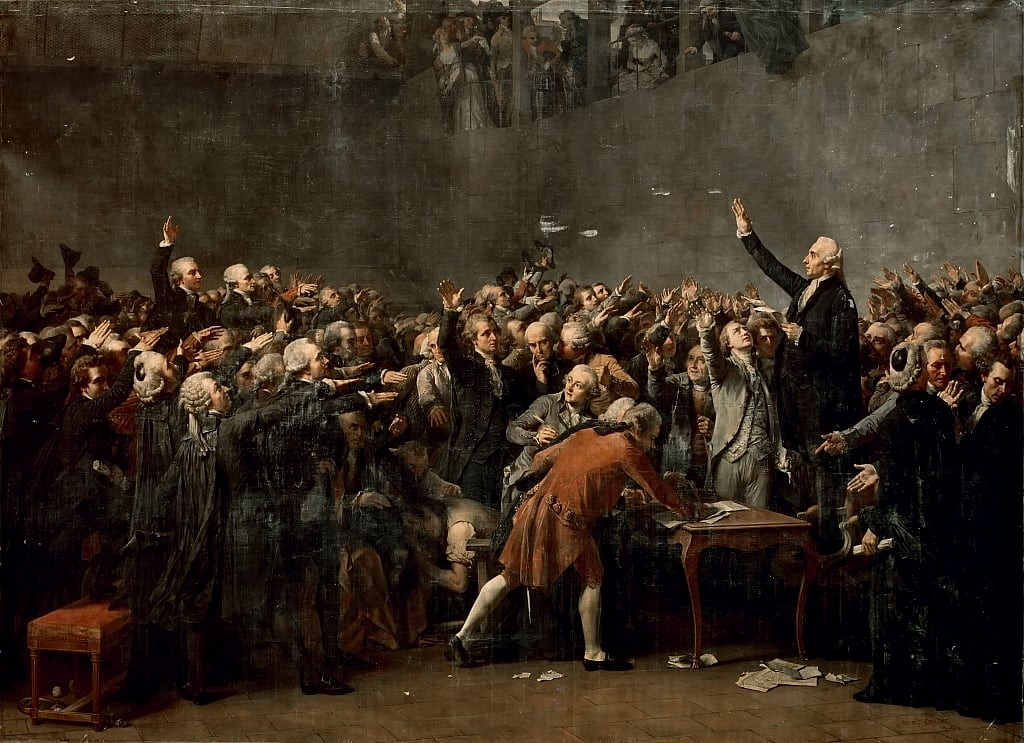
Le Serment du Jeu de Paume, 20 juin 1789, Auguste Couder (musée de la Révolution française).

### Débuts de laIIIeRépublique
Après l’armistice franco-allemand de 1871, l’Assemblée nationale élue le 8 février de la même année se réunit d’abord dans le Grand Théâtre de Bordeaux puis vote son transfert à Versailles le 10 mars. Les députés ne pouvaient siéger à Paris, à cause des troubles de la Commune ; ils s’installent donc dans la salle de l’opéra royal du château de Versailles, dans l’aile du Nord. Edmond de Joly (fils de Jules de Joly, l’architecte de la salle des séances du palais Bourbon) fait réaliser les travaux d’adaptation.
Avec les lois constitutionnelles de 1875 instaurant la Troisième République, les institutions françaises sont dotées de deux chambres parlementaires : le Sénat, installé à l’opéra, et la Chambre des députés qui nécessite la construction d’une nouvelle salle. Edmond de Joly et Julien Guadet conçoivent un hémicycle qui est achevé le 1er décembre 1875. Il est prévu également pour la réunion des deux chambres, appelée alors « Assemblée nationale ».

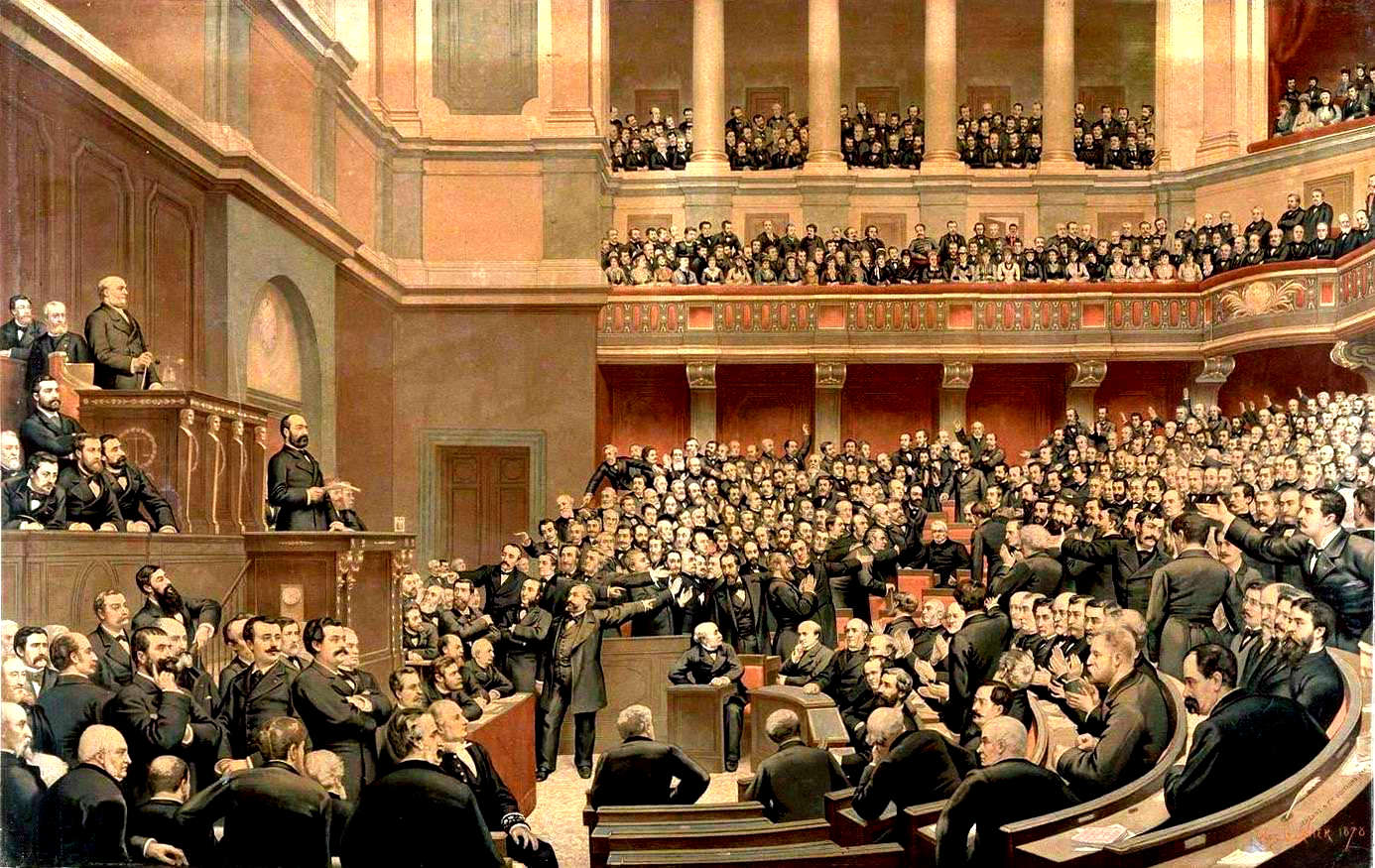
Incident de séance entre monarchistes et républicains lors de la séance du 16 juin 1877 de la Chambre des députés qui siégeait à Versailles, dans la salle aujourd’hui affectée au Congrès (Le Libérateur du Territoire de Jules-Arsène Garnier)[2].
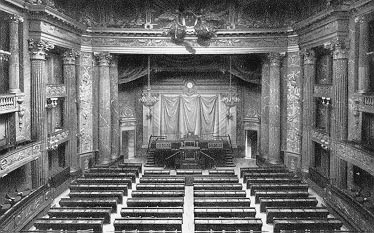
Salle des séances du Sénat qui siégeait à Versailles, dans l’opéra royal.

### IIIeetIVeRépublique

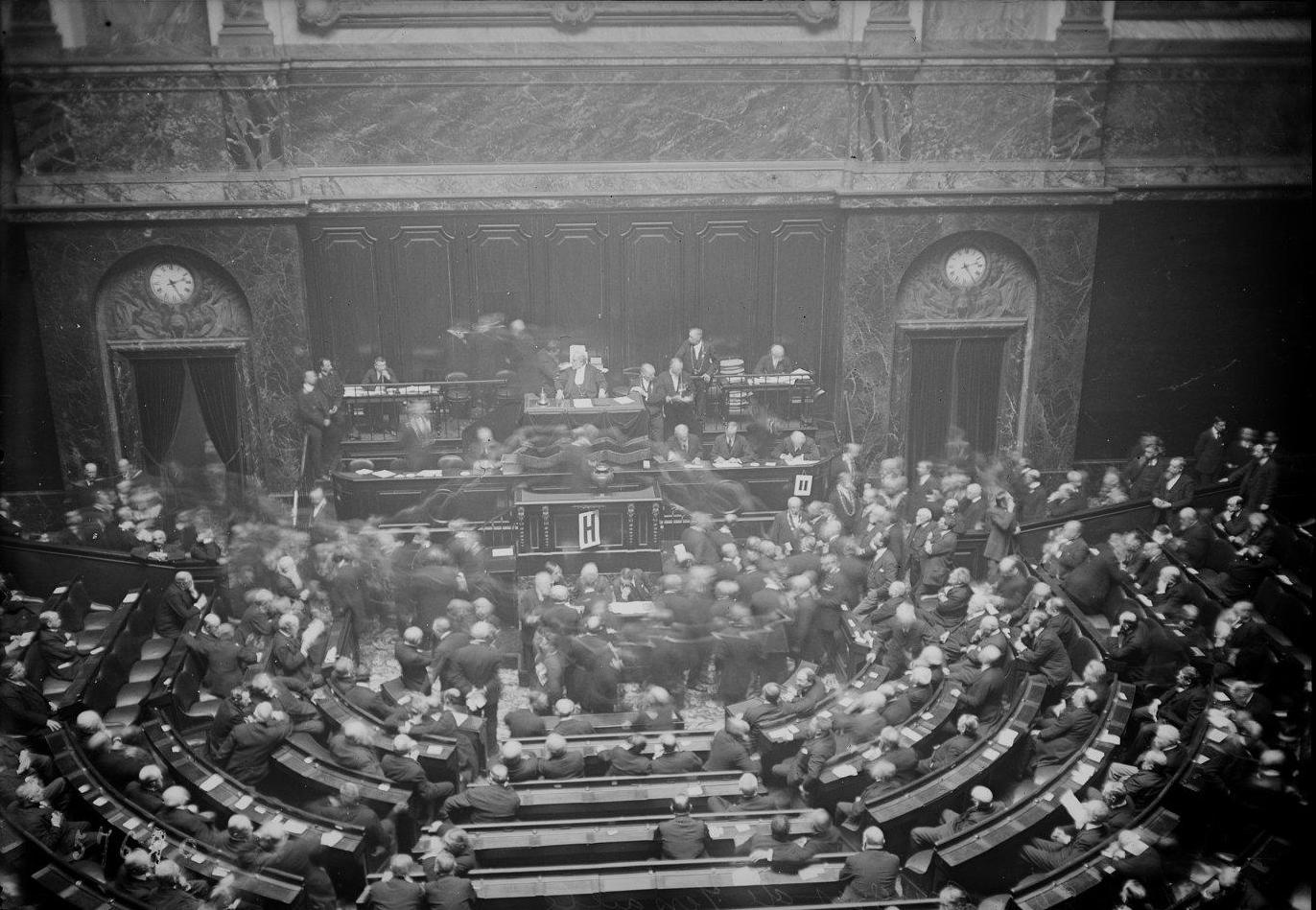
Élection présidentielle de 1920. Le président est élu par l’« Assemblée nationale » c’est-à-dire la réunion des deux chambres parlementaires.

Après la loi du 22 juillet 1879 relative au siège du Pouvoir exécutif et des Chambres à Paris, les chambres parlementaires sont transférées à Paris (palais Bourbon et palais du Luxembourg) le 3 novembre 1879. La réunion des deux chambres, pour les révisions constitutionnelles et l’élection du président de la République, continue de se tenir à Versailles,.
Les présidents de la Troisième République listés ci-dessous ont été élus dans l’hémicycle de Versailles (la salle n’était pas encore construite pour l’élection de Patrice de Mac Mahon) :
- le 30 janvier 1879 : Jules Grévy
- le 28 décembre 1885 : Jules Grévy (réélection)
- le 3 décembre 1887 : Sadi Carnot
- le 27 juin 1894 : Jean Casimir-Perier
- le 17 janvier 1895 : Félix Faure
- le 18 février 1899 : Émile Loubet
- le 17 janvier 1906 : Armand Fallières
- le 17 janvier 1913 : Raymond Poincaré
- le 17 janvier 1920 : Paul Deschanel
- le 23 septembre 1920 : Alexandre Millerand
- le 13 juin 1924 : Gaston Doumergue
- le 13 mai 1931 : Paul Doumer
- le 10 mai 1932 : Albert Lebrun
- le 5 avril 1939 : Albert Lebrun (réélection)

Durant la Quatrième République, deux présidents sont élus à Versailles :
- le 16 janvier 1947 : Vincent Auriol
- le 23 décembre 1953 : René Coty

La Haute Cour tient quatre sessions dans l’hémicycle de Versailles du 10 juillet 1946 au 6 juin 1947, date à laquelle les locaux sont repris en vue de l'installation de l’Assemblée de l’Union française ; celle-ci y reste jusqu’en 1956.

### VeRépublique

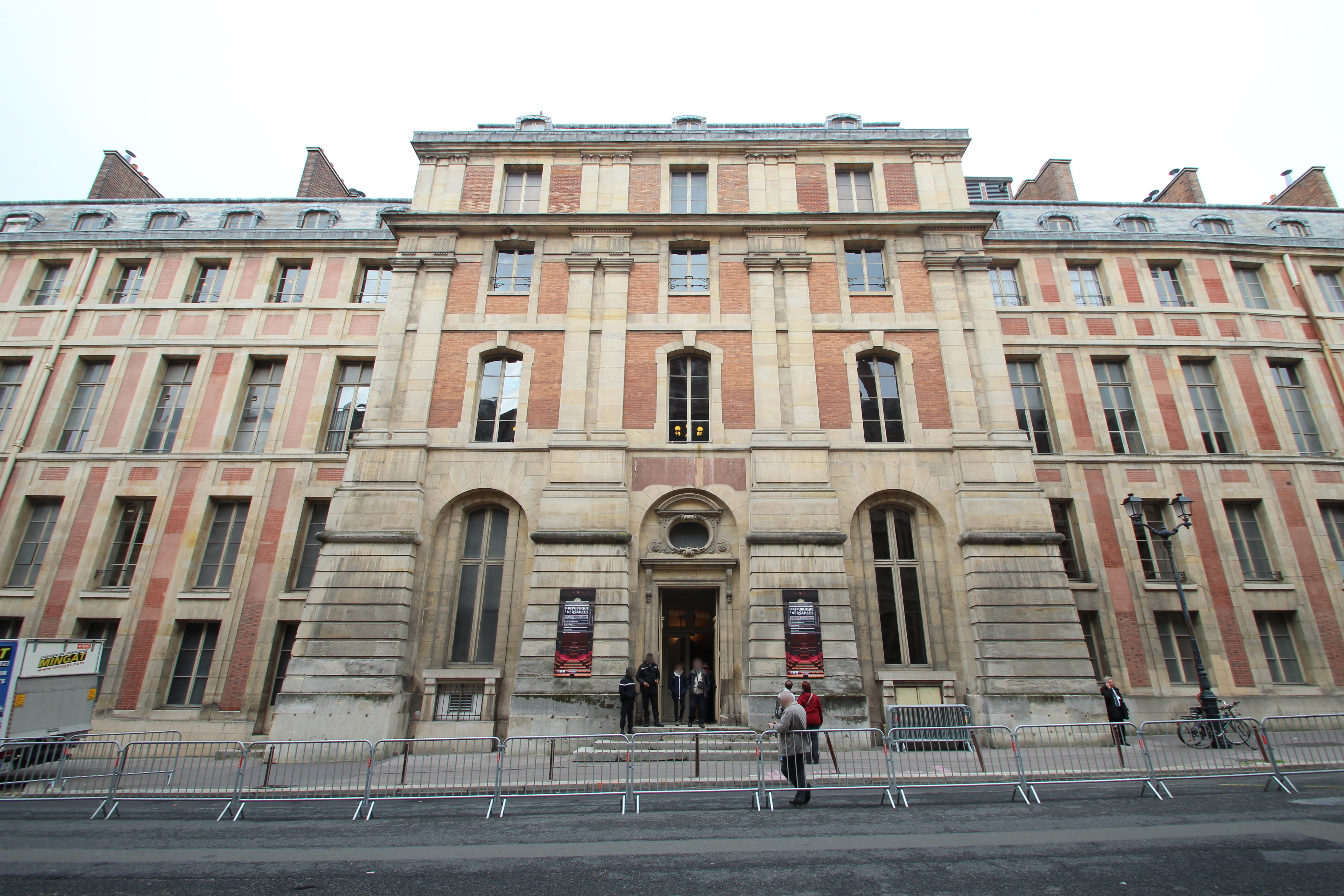
Façade de l’aile du midi donnant sur la rue de l'Indépendance-Américaine, où l’inscription « chambre des députés » est encore présente. La grande porte est encore utilisée par le public et les journalistes pour assister aux séances du Congrès.

Sous la Ve République, l’affectation des lieux est confirmée par l’article 2 de l’ordonnance du 17 novembre 1958, puis l’article 60 de la loi du 1er août 2003 modifie cette ordonnance et précise que c’est une surface de 25 000 m2 qui est réservée aux assemblées, aux Congrès et au musée des grandes heures du Parlement.
Ces locaux, utilisé par le Parlement depuis 1871, sont destinés par exemple à des logements de fonction pour le personnel et les élus, des archives et des garde-meubles. L’Assemblée nationale est affectataire d’une grande partie de l’aile du Midi, de locaux dans l’aile des ministres Sud, ainsi que du pavillon dit « des Roulettes », dans le parc. Le Sénat est quant à lui présent dans l’aile du Nord. Le musée des grandes heures du Parlement, inauguré par Philippe Séguin et François Mitterrand le 19 avril 1995 permettait de visiter des bureaux destinés au président du Congrès, et au président du Sénat dans l’aile du midi.
En 2003, les parlementaires franco-allemands se réunissent dans l’hémicycle de Versailles pour commémorer le traité de l'Élysée de 1963.
La loi du 26 juillet 2005, cède les lieux à l’établissement public du château, du musée et du domaine national de Versailles ; seule « la salle des séances du Congrès et ses accès sont affectés à l’Assemblée nationale et au Sénat » et « les autres locaux nécessaires à la tenue du Congrès du Parlement, sis au château de Versailles, sont, en tant que de besoin et gratuitement, mis à la disposition de l’Assemblée nationale et du Sénat »,. Le musée du Parlement ferme en mars 2006.
Selon la Constitution de la Cinquième République, le Parlement peut être réuni en Congrès pour le vote des révisions constitutionnelles, et, depuis 2008, pour une déclaration du président de la République, ou pour autoriser l’entrée d’un État dans l’Union européenne.
Le Congrès s'est réuni vingt-et-une fois, dix-sept fois pour adopter une révision de la Constitution et quatre fois pour un discours du président de la République. Les réunions du Congrès ont lieu le plus souvent un lundi, jour de fermeture au public du château de Versailles. Le coût d’une demi journée de réunion est estimée à deux cent mille euros,,,. Le dernier Congrès a eu lieu le 4 mars 2024, lors duquel les parlementaires ont adopté une révision de la Constitution y incluant la liberté de recourir à l'interruption volontaire de grossesse.
Contrairement à l'hémicycle du palais Bourbon ou du Luxembourg où les parlementaires sont assis par groupe, dans l'hémicycle de Versailles ils sont disposés par ordre alphabétique, sans prendre en compte leur parti politique.

## Lieux

### Salle du congrès
Cette salle comprend un grand hémicycle aux sièges rouge foncé. Elle est décorée de peintures allégoriques évoquant la guerre, l’agriculture, le commerce, l’industrie et la paix. Doté de 860 sièges à sa création, l'hémicycle est agrandi en 1905 pour accueillir 890 parlementaires. Il y a de plus 600 places dans les tribunes.

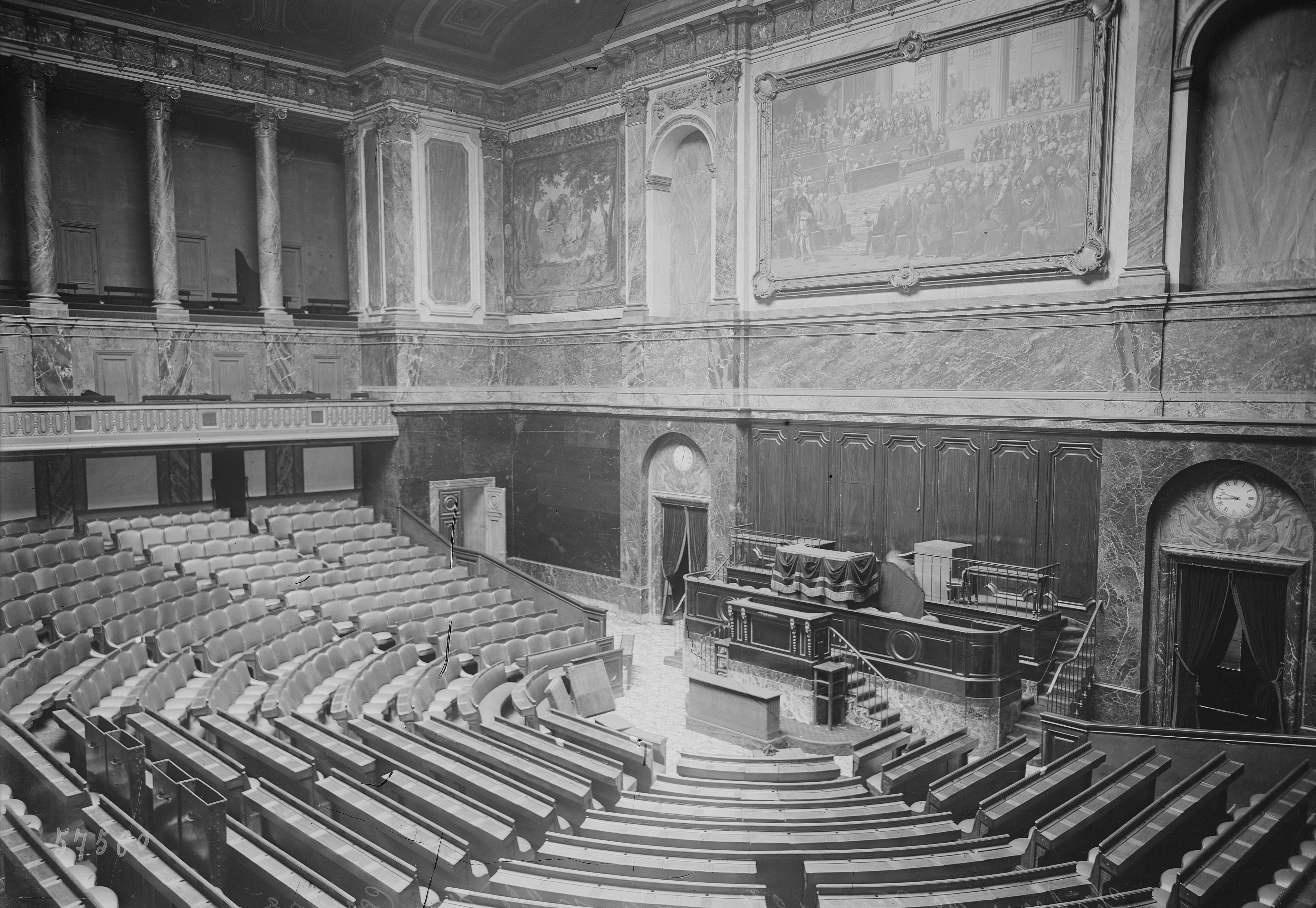
L’hémicycle.
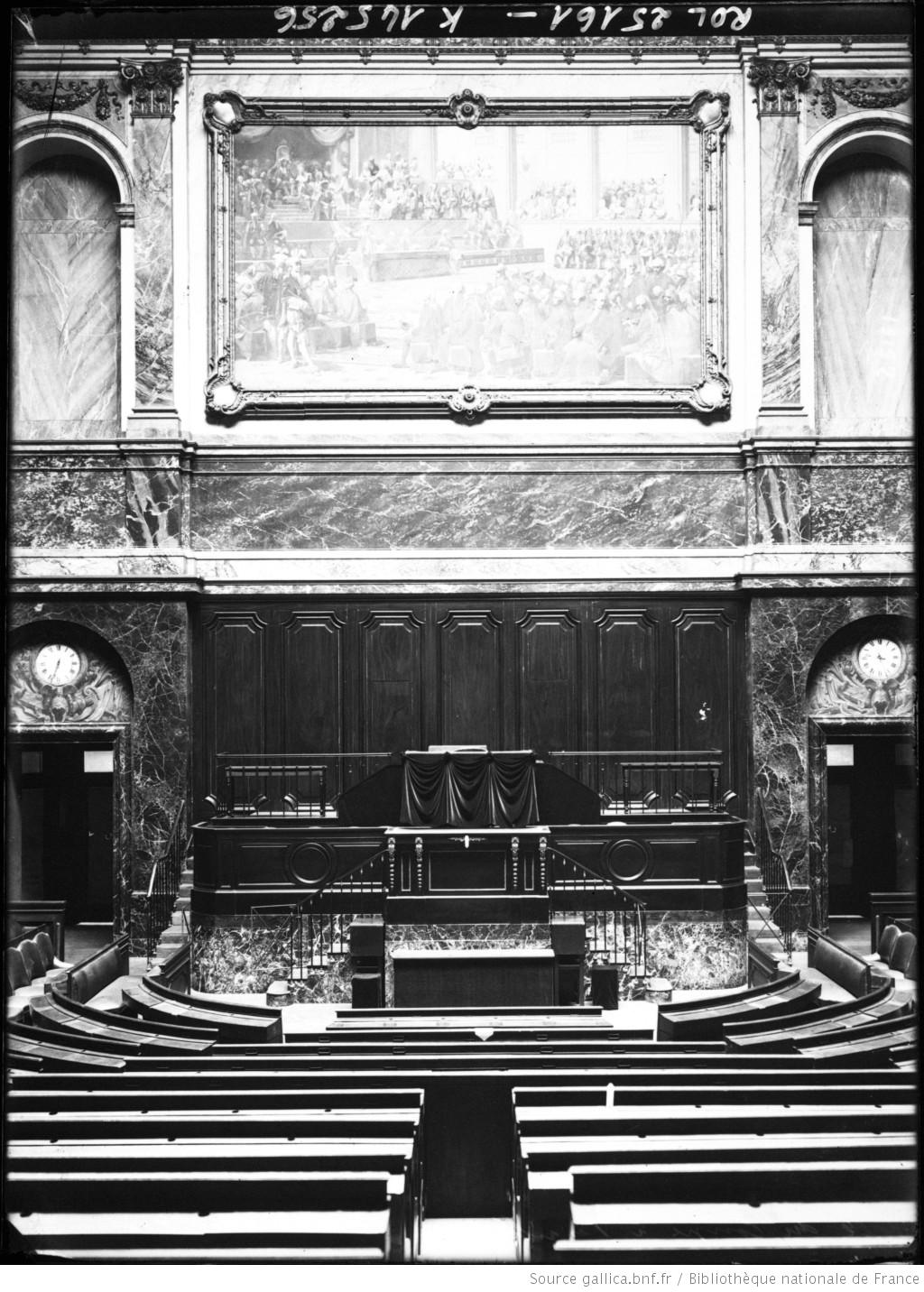
La tribune de l’orateur.
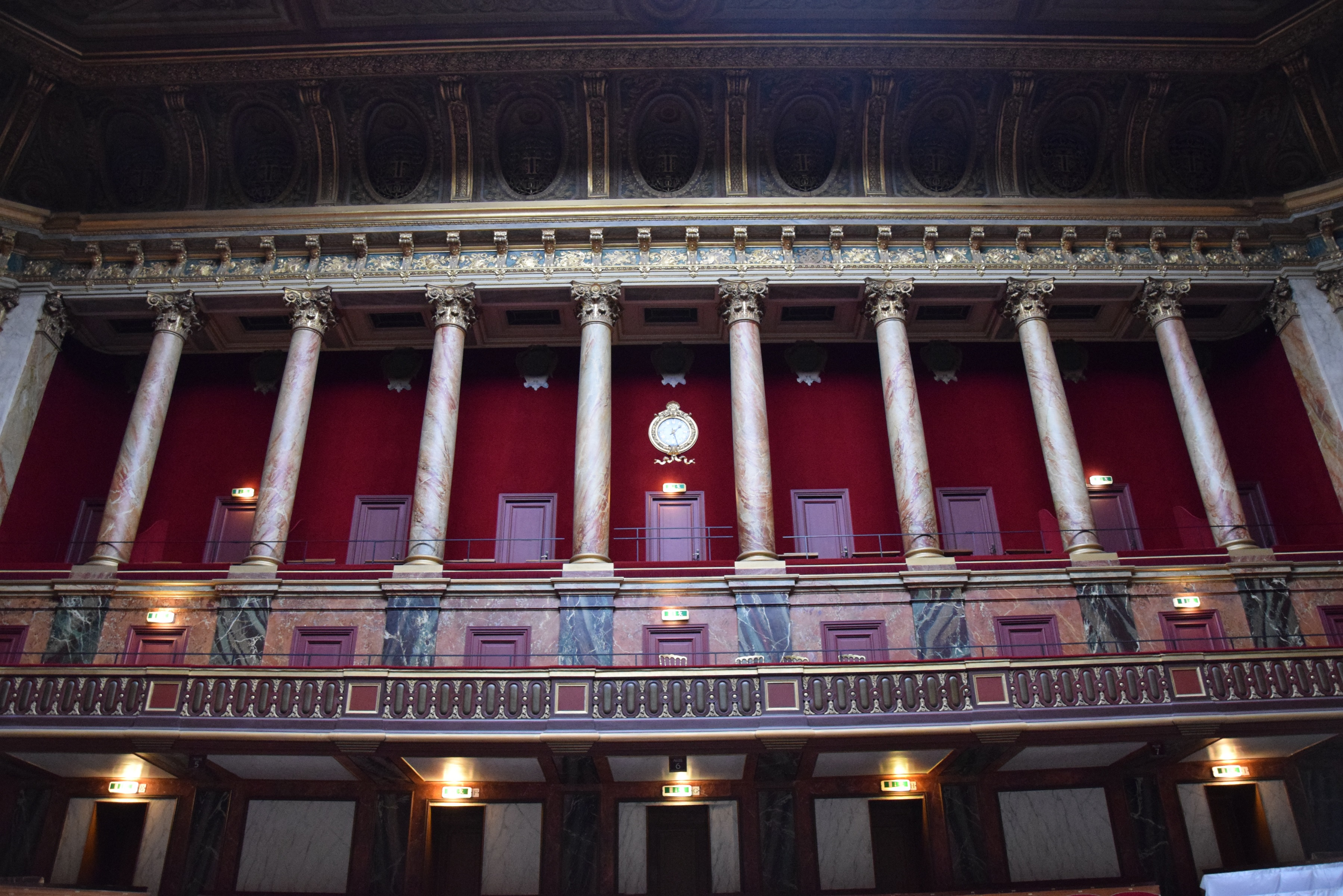
La tribune du public.
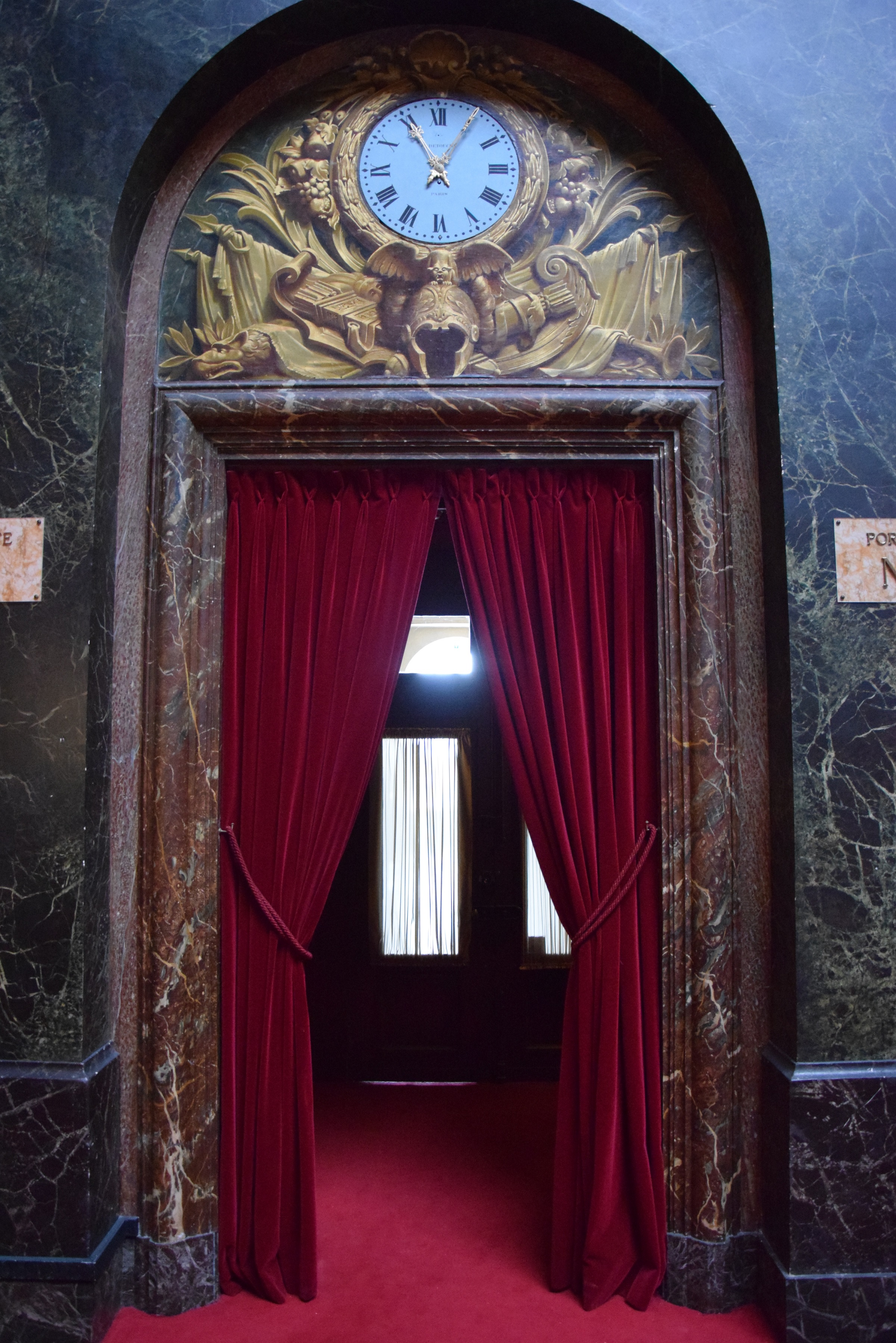
Porte.
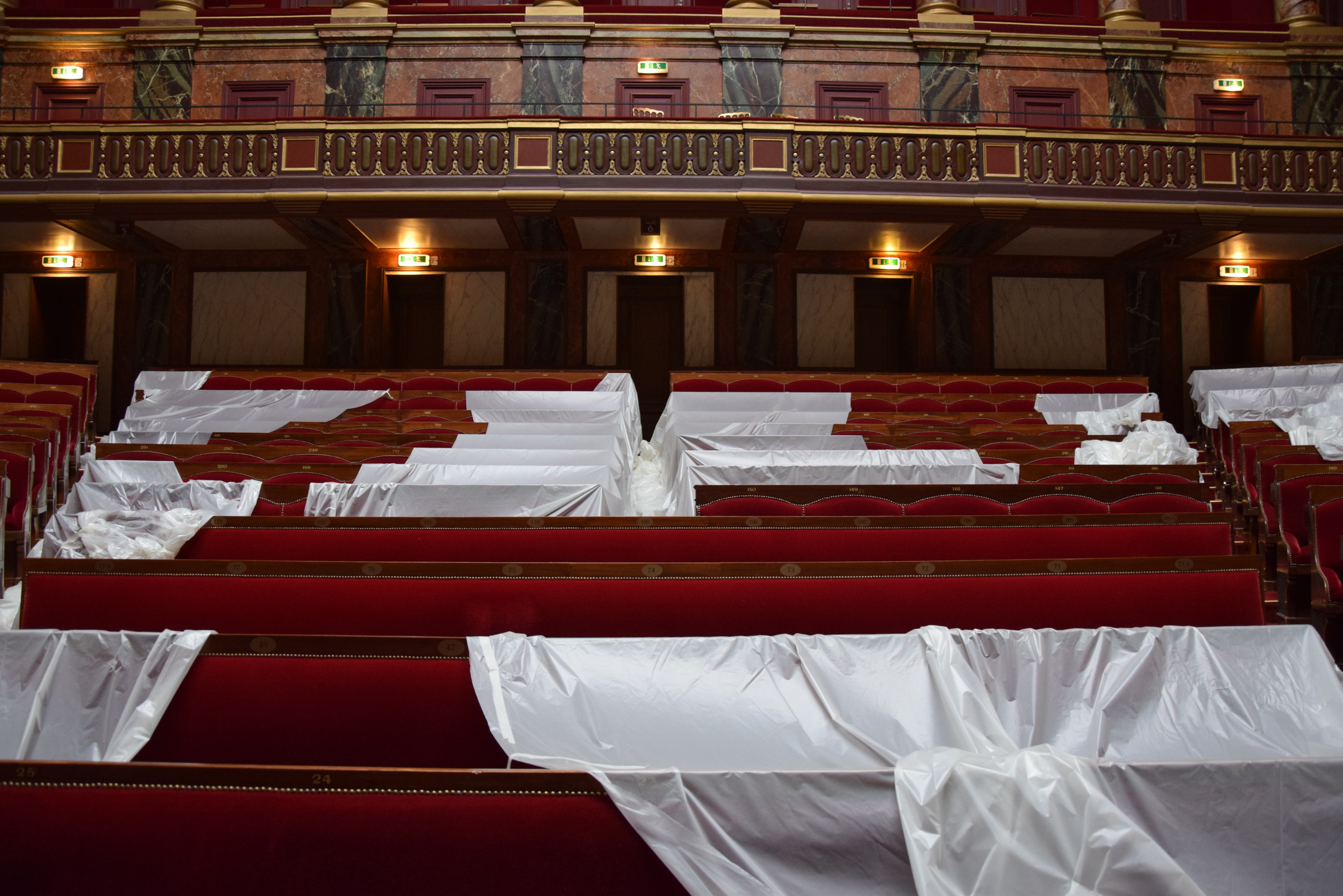
Les bancs sont recouverts de bâches lorsque la salle est inutilisée.

### Appartement du président de l'Assemblée nationale

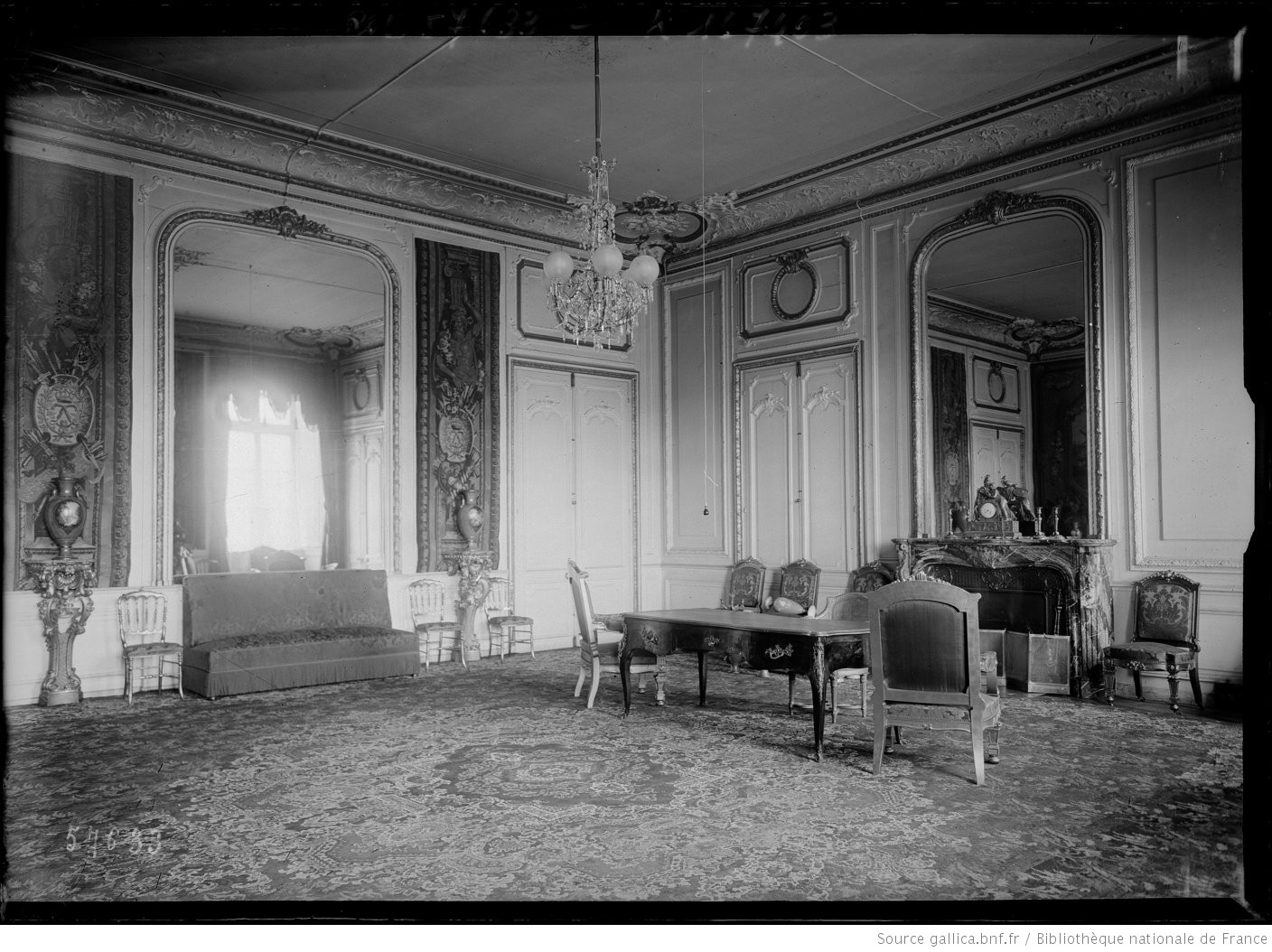
Bureau du président du Congrès.

L’appartement est aménagé en 1875. C’est dans cet endroit que le président de la République élu recevait le grand collier de la Légion d'honneur. L’appartement est encore utilisé aujourd’hui par le président du Congrès lorsque celui-ci est réuni, et par le président de la République quand il s’adresse au Parlement.

### Salle du sceau

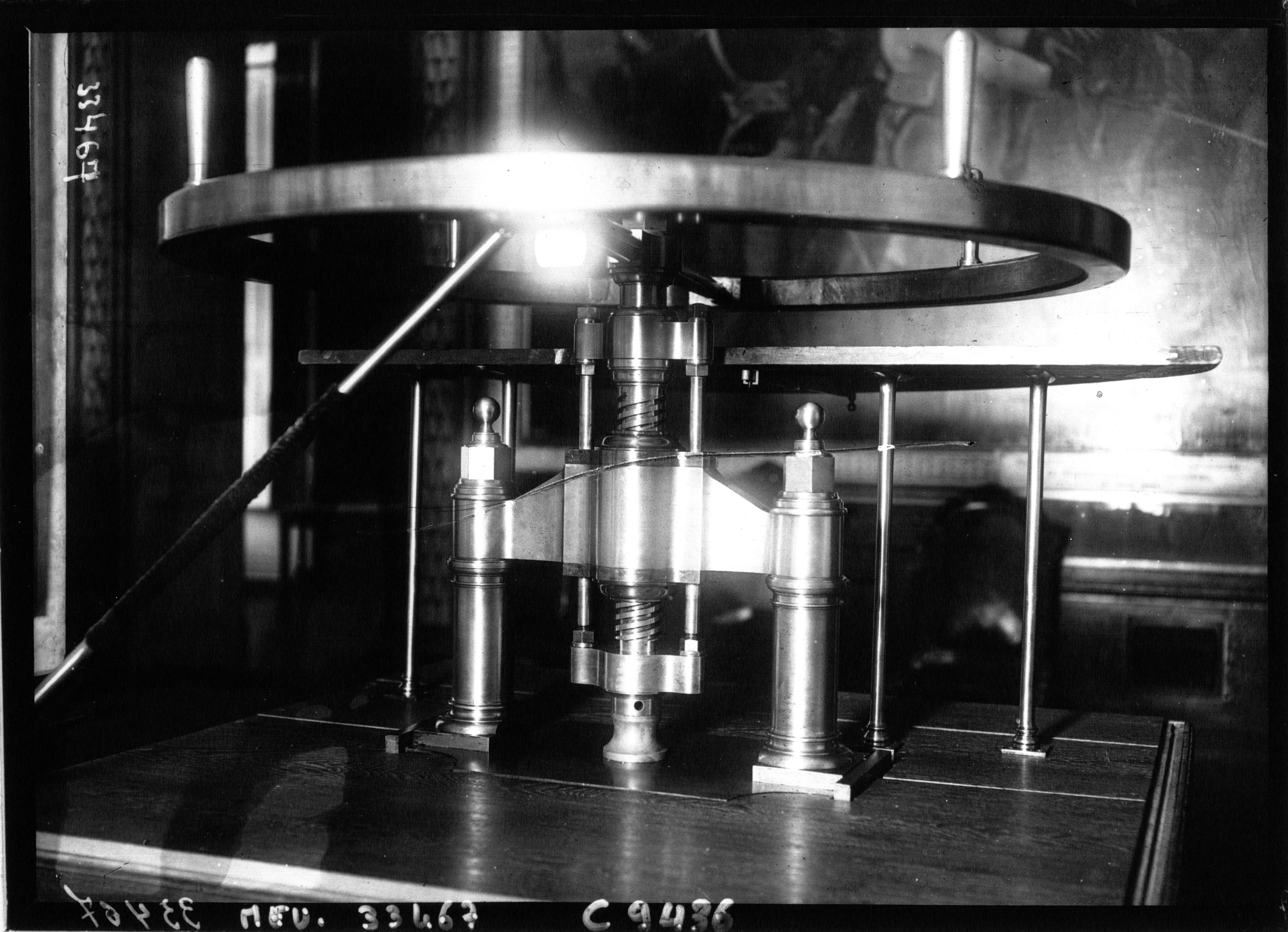
Le sceau.

Cette salle était autrefois utilisée comme parloir pour le public souhaitant rencontrer les députés. Le sceau, daté de 1875 et pesant 150 kg, est utilisé pour authentifier les actes officiels produits par les deux assemblées réunies en congrès.

### Galerie des batailles
Construite par Louis-Philippe lors de la création du musée de l'Histoire de France, cette salle a abrité en 1871 une salle de tri postal. Cette tradition est conservée aujourd’hui où les réunions du Congrès donnent lieu à l’ouverture d’un bureau de poste temporaire et d’un cachet d’oblitération spécial, recherché par les collectionneurs,. Ce bureau de poste n’a toutefois pas été mis en place en 2015 lors du discours de François Hollande devant le Congrès.